# 蓝鹀
蓝鹀（学名：Emberiza siemsseni）为鹀科鹀属的鸟类，俗名蓝雀儿，是中国的特有物种。分布于甘肃、陕西、安徽、四川、贵州、福建、广东等地，常见于高山森林、在秦岭见于海拔500-1800m 以上的高山森林灌丛、在峨眉山见于500-1800m以及在大巴山见于1935-3000m 的高山针叶林。该物种的模式产地在福建挂墩。